# Triclema inconspicua
Triclema inconspicua är en fjärilsart som beskrevs av Druce 1910. Triclema inconspicua ingår i släktet Triclema och familjen juvelvingar. Inga underarter finns listade i Catalogue of Life.